# Dornburg
Dornburg település Németországban, Hessen tartományban. Lakosainak száma 8705 fő (2023. december 31.).

## Népesség
A település népességének változása:
| Lakosok száma | 8470 | 8579 | 8533 | 8434 | 8567 | 8739 | 8705 |
|               | 2014 | 2016 | 2017 | 2019 | 2021 | 2022 | 2023 |